# گارس
گارس (به آلمانی: Gars) یک شهر در آلمان است که در بایرن واقع شده‌است.

## خصوصیات
گارس ۴٫۳۶۶ کیلومترمربع مساحت دارد ۴۰۴-۵۹۸ متر بالاتر از سطح دریا واقع شده‌است.